# 第111师团 (日本陆军)
第111师团（だいひゃくじゅういちしだん）是大日本帝國陸軍师团之一。

## 沿革
太平洋战争中期之后，由于多数师团从满洲向南转移，1944年（昭和19年）7月，以驻扎在綏陽的第9独立守備隊和已经转移往南方部队的余部整编而成第111师团，并編入第3軍。完成整编後，负责满洲東部的警備和治安維持任务。
1945年（昭和20年）4月，从满洲转移至朝鲜半岛南部，在第17方面軍隷下新设立第58軍，并编入旗下指揮。同年5月，移动往济州島，为防备盟軍登陆而进行防禦陣地的構築等作业，为参加战斗就迎来了终战。

## 师团概要

### 歴代师团長
- 岩崎民男 中将：1944年7月14日 -

### 最終司令部構成
- 参謀長：芝田経一大佐
  - 参謀：辛島泰善少佐
- 高級副官：飯田一三少佐

### 最終所属部隊
- 歩兵第243联队（德島）：佐藤健吉大佐
- 歩兵第244联队（高知）：中山修大佐
- 歩兵第245联队（丸龟）：坂口才平大佐
- 第111师团火炮隊：
- 第111师团工兵隊：
- 第111师团通信隊：
- 第111师团輜重隊：
- 第111师团兵器勤務隊：
- 第111师团第1野战医院：
- 第111师团第4野战医院：
- 第111师团防疫給水部：
- 第111师团病馬廠：